# Gymnallabes alvarezi
Gymnallabes alvarezi és una espècie de peix de la família dels clàrids i de l'ordre dels siluriformes.

## Morfologia
- Els mascles poden assolir 41,3 cm de longitud total.
- Nombre de vèrtebres: 92-105.[4][5]

## Hàbitat
És un peix d'aigua dolça i de clima tropical.

## Distribució geogràfica
Es troba a Àfrica: riu Kie i conca del riu Woleu.